# Emil Lorenz (Architekt)
Emil Lorenz (* 6. Februar 1857 in Zwickau; † 5. November 1944 in Hannover) war ein deutscher Architekt, der bis 1931 hauptsächlich in Hannover, aber auch in Peine tätig war.

## Leben
Während seines Architektur-Studiums wurde er 1876 Mitglied der Sängerschaft Erato Dresden. Er heiratete am 14. Oktober 1887 die Fleischermeisterstochter Wilhelmine Johanna Maria Happe (* 5. April 1864 in Hannover; † 11. November 1928 in Hannover). Er starb am 5. November 1944 während eines der Luftangriffe auf Hannover.

## Werke (Auswahl)

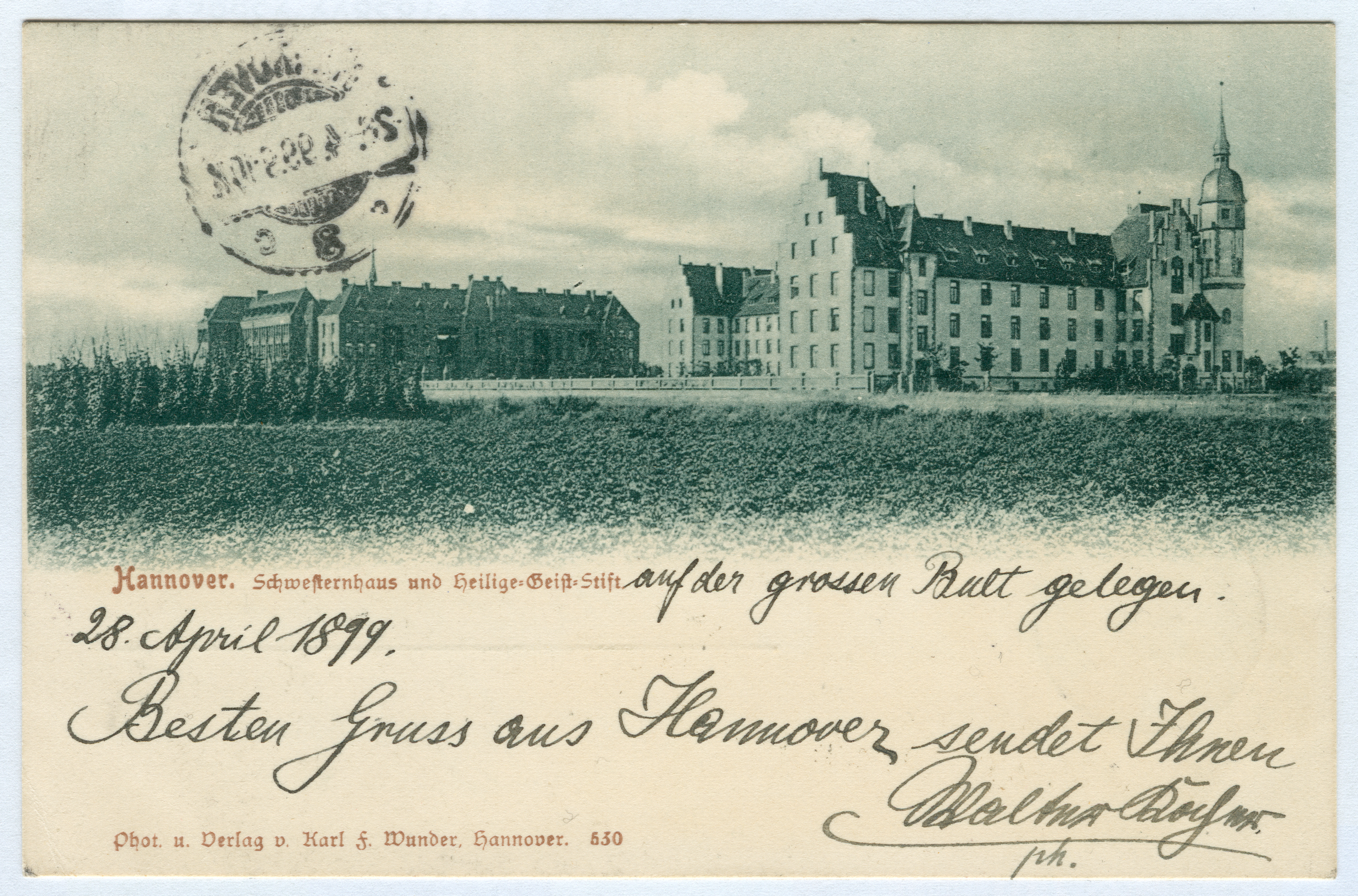
Schwesternhaus kurz nach dem Bau auf der Bult; im Hintergrund das Heilig-Geist-Stift;
Ansichtskarte Nr. 530, Karl F. Wunder, um 1898

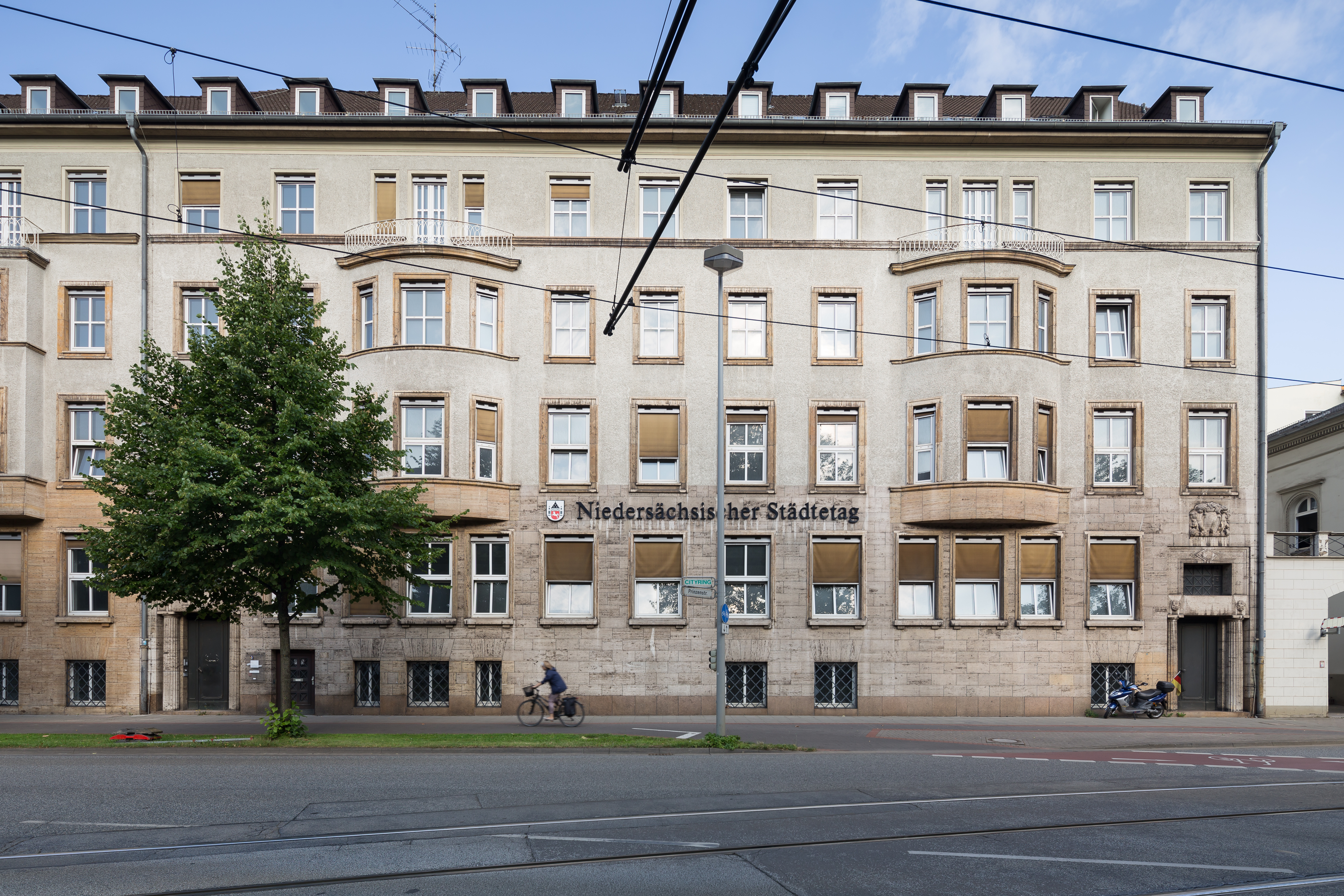
Das 1911 bis 1912 erbaute, 2014 abgerissene, Bankhaus Caspar in der Prinzenstraße 23, Foto Juli 2014 mit Schriftzug Niedersächsischer Städtetag

- 1893/1894: Städtisches Geschäftshaus als Eckgebäude im Stil der Neugotik an der Herschelstraße 1 Ecke Kurt-Schumacher-Straße, ehemals Sitz des hannoverschen Standesamtes und des Katasteramtes, heute (Stand: 08/2014) Sitz der Polizeiinspektion Mitte[4]
- 1897 (Einweihung am 11. November), eventuell mit Christoph Hehl: Neubau des ursprünglich 1848 durch den Pastor Hermann Wilhelm Bödeker als „Asyl für unbemittelte alternde Jungfrauen des Mittelstandes“ initiierten Schwesternhauses in der Schwesternhausstraße im hannoverschen Stadtteil Bult[5]
- 1897/1898, gemeinsam mit Bernhard Weise: Landschaftstraße 8 Ecke Sophienstraße, Bankgebäude für die ehemalige Braunschweig-Hannoversche Hypothekenbank („Braune Hanne“), die spätere Berlin Hyp;[4] heute (Stand: 07/2014) Sitz der Wirtschaftsprüfungsgesellschaft Ernst & Young;[6] monumentales, dreigeschossiges Eckgebäude im Stil der italienischen Renaissance, reicher bildhauerischer Schmuck von Karl Gundelach, darunter die Plastiken der Brunsviga und der Hannovera[4]
- 1898–1900: Villa Kaeferle, Lüerstraße 5, Hannover, heute Gästehaus der Niedersächsischen Landesregierung
- 1903–1904, Georgstraße Ecke Rathenaustraße  Erweiterung des ursprünglich 1869 von Otto Goetze erbauten Café Robby (des späteren, so nicht erhaltenen Café Kröpcke), siehe Kröpcke[7]
- 1909: Hindenburgvilla unter der heutigen Adresse Bristoler Straße 6, wo nach dem Ersten Weltkrieg 1919 dann der nach Hannover zurückgekehrte Generalfeldmarschall Paul von Hindenburg wohnte[4]
- für das Stephansstift im hannoverschen Stadtteil Kleefeld entsprechend den Reformbestrebungen der Architekten des Deutschen Werkbunds als einfach gestalteter Klinkerbau, jedoch mit Sattel-Walmdach, denkmalgeschützt:[8]
  - 1910/1911: Brüderhaus mit Festsaal,[4] Kirchröderstraße 44a[8]
  - 1913: Ludolf-Wilhelm-Fricke-Schule[8]
- 1910 bis 1913: Erweiterungsbau des ehemals 1888 bis 1890 von Theodor Unger im neugotischen Stil für die VGH-Versicherungsgruppe Gebäudes am Schiffgraben 4; 1969 abgebrochen für einen Bürohaus-Neubau der VGH durch den Architekten Walter Henn[4]
- um 1912,[4] für den Bankier Bernhard Caspar:[9] ehemaliges Bankhaus Caspar (das 1922 und 1950 erweitert wurde), Prinzenstraße 23,[4] im September 2014 vollständig abgerissen.[9]
- 1919: sein eigenes Wohnhaus[10]
- 1924/1925: Vorentwurf für das Anzeiger-Hochhaus (Überarbeitung des Entwurfs durch Fritz Höger 1927/1928 ausgeführt)[4][11]
- 1928: Neubau für die Industrie- und Handelskammer in Hannover[12]